# Ялта-Інтурист
Готель «Ялта-Інтурист» — 17-поверховий, тризірковий готель у місті Ялта. На момент побудови будинок був одним з найвищих хмарочосів України.
Готель побудований в 1974–1976 роках та реконструйований в 2008 році.

## Історія будівництва
Готельний комплекс «Ялта-Інтурист» був побудований до 1977 року будівельниками комбінату «Кримспецбуд» і югославського об'єднання «Уніон інженеринг — ІНГА» за проектом академіка Академії мистецтв СРСР А. Т. Полянського, архітектора І. Н. Мошкунової, інженерів К. Н. Васильєва та Я. І. Духовного.
Згідно з проектом житлові кімнати розташувалися з 2-го по 15-й поверх, громадські приміщення — кафе, бари і ресторани, бюро екскурсій торговий пасаж, вар'єте, пошта, перукарня — розміщені в нижніх поверхах, з прибудовою незалежного доступу до них. Верхній панорамний поверх був відведений під кіноконцертний зал, ресторан і терасу-солярій.
Упорядкована територія готельного комплексу — «терасний парк» — стала природним продовженням Масандрівського парку початку XIX століття. На території нового парку були створені алея «Амфора», майданчик кипарисів, майданчик платанів, майданчик каштанів, скалінада, фонтани «Каскад» і «Флора».

## Характеристики
Готель налічує 1294 номерів різних категорій, з яких сьогодні використовується 1140.
На території готелю розташовані: бари, казино, більярд, бенкетні та конференц-зали, тренажерний зал, сауна, відкритий басейн з морською водою, дельфінарій, спортивні майданчики, тенісні корти, парк атракціонів, диско-зали, торговий центр, пункт обміну валют, медпункт, відділення зв'язку, салон краси, ігрові автомати, екскурсійне бюро, прокат автомобілів, платний паркінг.

## Джерело
- Готель «Ялта-Інтурист» [Архівовано 4 березня 2016 у Wayback Machine.]